# كازا إف إم
كازا إف إم هي محطة إذاعية مغربية توجد في مدينة الدار البيضاء.